# Carlos Milcíades Villalba Aquino
Carlos Milcíades Villalba Aquino (22 de agosto de 1924 – 8 de janeiro de 2016) foi um bispo católico romano.
Ordenado sacerdote em 1948, Villalba Aquino foi nomeado bispo da Diocese de San Juan Bautisa de las Misiones, Paraguai em 1978 e se aposentou em 1999.